# الغار (قرطاجنة)
الغَار هي منطقة تابعة لبلدية قرطاجنة الإسبانية. تقع في شرق قرطاجنة وتبلغ مساحتها 26.659 كم مربع. تشترك في حدودها مع Lentiscar في الشمال، و San Félix من الشرق، وبلدية La Unión في الجنوب الشرقي، و El Beal في الجنوب الغربي، وبحيرة ساحلية مالحة تسمى Mar Menor في الشمال الغربي. سُجل في عام 2019 7961 نسمة من سكان المنطقة.   